# Amir Hosejn Sadeghi
Amir Hosejn Sadeghi (per. امیرحسین صادقی, ur. 6 września 1981 w Teheranie) – piłkarz irański grający na pozycji lewego obrońcy.

## Kariera klubowa
Sadeghi pochodzi ze stolicy Iranu, Teheranu. Piłkarską karierę rozpoczął w tamtejszym klubie Esteghlal Teheran, jednym z najbardziej utytułowanych w kraju. Początkowo grywał w drużynach młodzieżowych, a w 2003 roku zadebiutował w pierwszym zespole w rozgrywkach pierwszej ligi. W sezonie 2005/2006 wywalczył mistrzostwo Iranu (w mistrzowskim sezonie rozegrał 24 mecze i zdobył 3 gole). Następnie grał w takich klubach jak: Mes Kerman, ponownie Esteghlal, Teraktor Sazi Tebriz, ponownie Esteghlal i Saba Kom. W 2016 roku został zawodnikiem klubu Paykan FC.

## Kariera reprezentacyjna
W reprezentacji Iranu Sadeghi zadebiutował 2 lutego 2005 w wygranym 2:1 meczu z Bośnią i Hercegowiną. W tym samym roku Branko Ivanković powołał go do kadry na Mistrzostwa Świata w Niemczech, gdzie był rezerwowym i nie wystąpił w żadnym spotkaniu. W 2007 roku wystąpił w Pucharze Azji 2007 - dotarł do ćwierćfinału.